# Ферреро, Микеле
Микеле Ферреро (итал. Michele Ferrero; 26 апреля 1925, Дольяни — 14 февраля 2015, Монако) — итальянский бизнесмен, владелец компании Ferrero, производящей шоколад и другие кондитерские изделия. Являлся самым богатым человеком Италии по версии журнала Forbes с состоянием 17 миллиардов долларов США.
Бренды компании Ferrero включают такие как Нутелла, Mon Chéri, Ferrero Rocher, Киндер-сюрприз, Raffaello, Tic Tac, Ferrero Rondnoir.

## Биография
Компания Ferrero была основана Пьетро Ферреро, отцом Микеле. В 1957 году, когда руководство компанией перешло в руки Микеле, Ferrero была одной из наиболее успешных итальянских компаний.
Первая фабрика Ferrero за пределами Италии была открыта недалеко от немецкого Франкфурта. В дальнейшем были открыты фабрики и представительства компании во многих странах Европы. Сейчас[когда?] в Ferrero входит 38 торговых компаний и 18 фабрик, в работе которых занято 21500 человек.
Шестнадцатая фабрика запущена в конце 2009 года во Владимирской области. В настоящее время на фабрике выпускают «Киндер Шоколад», «Raffaello», «Киндер-сюрприз». В 2011 году запланирован запуск линии Nutella.
Под руководством Микеле Ферреро компанией были созданы и укреплены такие бренды «Nutella» (с 1964 года) и «Киндер Шоколад» (с 1968 года). С 1974 года компания Ferrero начала производство «Киндер-сюрпризов», которых с тех пор было продано более миллиарда по всему миру.
18 апреля 2011 года старший сын Микеле Ферреро — Пьетро Ферреро — погиб в результате несчастного случая в ЮАР. У Пьетро остались жена и трое детей. Управление компанией перешло младшему сыну Микеле — Джованни.

## Награды
- Кавалер труда (1971 год)[7]
- Кавалер Большого креста ордена «За заслуги перед Итальянской Республикой» (26 мая 2005 года)[8]